# Пробужденское сельское поселение

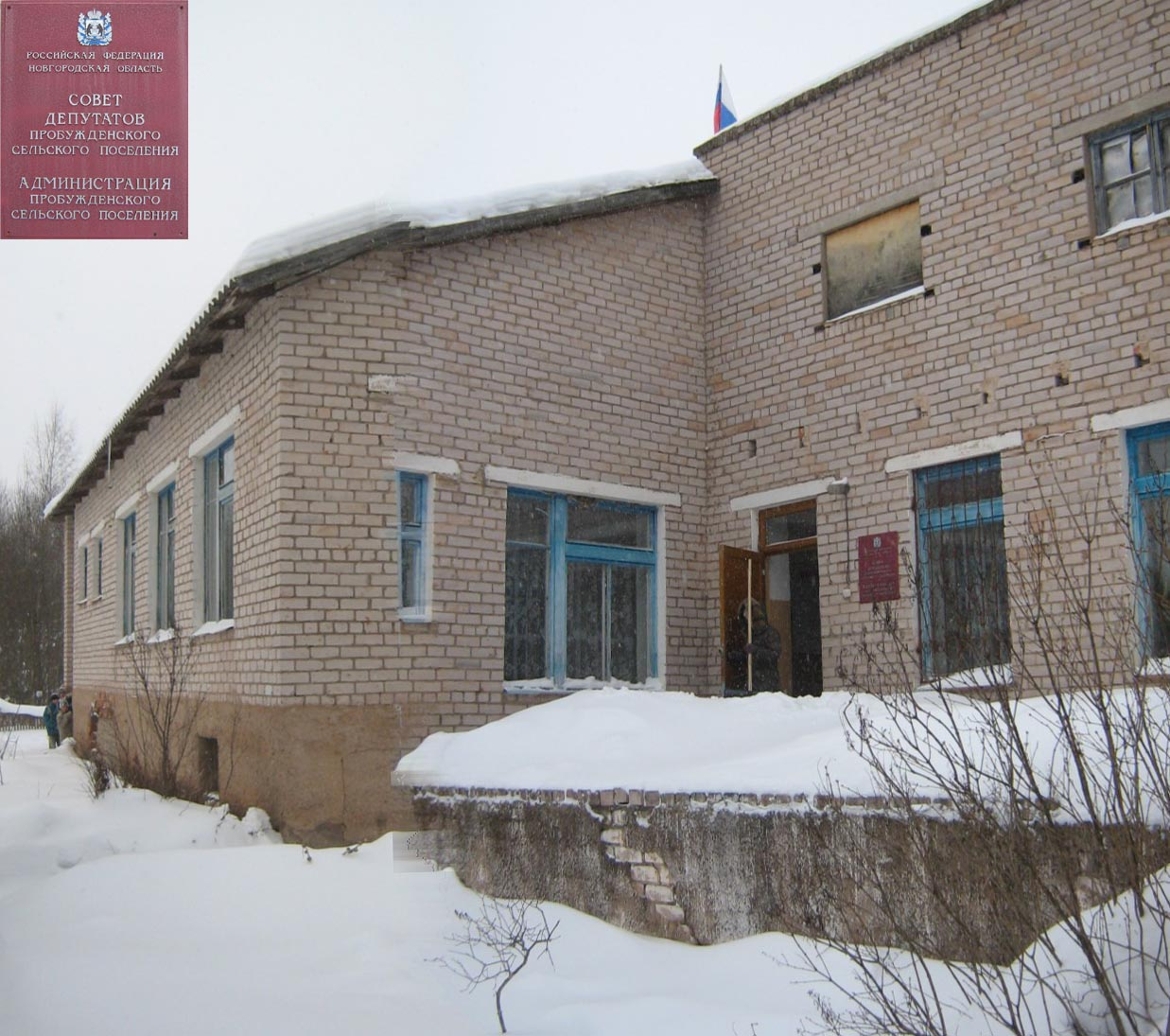
Администрация Пробужденского сельского поселения

Пробужде́нское сельское поселение — упразднённое с 12 апреля 2010 года муниципальное образование в Старорусском муниципальном районе Новгородской области.
Административным центром была деревня Пробуждение, которая находится в 35 км к югу от города Старая Русса. Границы и статус муниципального образования — сельское поселение были установлены областным законом № 559-ОЗ от 11 ноября 2005 года. Областным законом от 30.03.2010 № 725-ОЗ Новосельское сельское поселение и Пробужденское сельское поселение объединены во вновь образованное муниципальное образование Новосельское сельское поселение с определением административного центра в посёлке Новосельский.
На территории Пробужденского сельского поселения были расположены 18 населённых пунктов:
| Название                | ОКАТО          | расстояние до Пробуждения в км |
| ----------------------- | -------------- | ------------------------------ |
| деревня Пробуждение     | 49 239 840 000 | 35 (до Старой Руссы)           |
| деревня Бор             | 49 239 840 003 | 2,5                            |
| деревня Ратча           | 49 239 840 014 | 1,5                            |
| деревня Лосытино        | 49 239 840 011 | 0,3                            |
| деревня Каменка         | 49 239 840 010 | 5                              |
| деревня Санаковщина     | 49 239 840 016 | 5                              |
| деревня Горбовастица    | 49 239 840 005 | 6                              |
| деревня Теремово        | 49 239 840 019 | 7                              |
| деревня Севриково       | 49 239 840 017 | 10                             |
| деревня Медведово       | 49 239 840 012 | 11                             |
| деревня Глухая Горушка  | 49 239 840 004 | 15                             |
| деревня Зуи             | 49 239 840 007 | 17                             |
| деревня Цапово          | 49 239 840 020 | 18                             |
| деревня Ищино           | 49 239 840 008 | 18                             |
| деревня Борок           | 49 239 840 002 | 20                             |
| деревня Сёмкина Горушка | 49 239 840 015 | 23                             |
| деревня Жуково          | 49 239 840 006 | 21                             |
| деревня Козлово         | 49 239 840 009 | 25                             |

## Население
| 2003 | 446 | 156 | 212 | 17 | 61 | 138 |
| 2004 | 439 | 154 | 210 | 16 | 59 | 131 |
| 2005 | 429 | 151 | 206 | 16 | 54 | 127 |

## История
Деревня Пробуждение образовалась как хутор в 1924 году.
В 1930 году был образован Зехинский сельский совет. На его территории сформировалось несколько мелких колхозов, в том числе и колхоз «Лосытино», в который вошёл хутор Пробужденский.
В 1946 году Пробужденские земли вошли в новый совхоз «Великое Село». В этом же году Пробуждение становится центральной усадьбой совхоза.
В настоящее время в деревне Пробуждение имеется клуб, магазин, библиотека.